# Luciano Tesi
| 7787 Annalaura         | 23 novembre 1994  |
| 7801 Goretti           | 12 aprile 1996    |
| 8051 Pistoria          | 13 agosto 1997    |
| 8558 Hack              | 1º agosto 1995    |
| 9904 Mauratombelli     | 29 luglio 1997    |
| 10219 Penco            | 25 ottobre 1997   |
| 10371 Gigli            | 27 febbraio 1995  |
| 10584 Ferrini          | 14 aprile 1996    |
| 10642 Charmaine        | 19 gennaio 1999   |
| 11102 Bertorighini     | 26 settembre 1995 |
| 11359 Piteglio         | 27 gennaio 1998   |
| 11595 Monsummano       | 23 maggio 1995    |
| 11605 Ranfagni         | 19 ottobre 1995   |
| 11622 Samuele          | 9 settembre 1996  |
| 11625 Francelinda      | 20 ottobre 1996   |
| 11667 Testa            | 19 ottobre 1997   |
| 121546 Straulino       | 5 novembre 1999   |
| 12399 Bartolini        | 19 luglio 1995    |
| 12840 Paolaferrari     | 6 aprile 1997     |
| 12927 Pinocchio        | 30 settembre 1999 |
| 13150 Paolotesi        | 23 marzo 1995     |
| 13200 Romagnani        | 13 marzo 1997     |
| 13223 Cenaceneri       | 13 agosto 1997    |
| 13250 Danieladucato    | 19 luglio 1998    |
| 13704 Aletesi          | 13 agosto 1998    |
| 13798 Cecchini         | 15 novembre 1998  |
| 14186 Virgiliofos      | 7 dicembre 1998   |
| 14486 Tuscia           | 4 ottobre 1994    |
| 14964 Robertobacci     | 2 novembre 1996   |
| 15034 Décines          | 16 novembre 1998  |
| 15041 Paperetti        | 8 dicembre 1998   |
| 15460 Manca            | 25 dicembre 1998  |
| 16683 Alepieri         | 3 maggio 1994     |
| 16744 Antonioleone     | 23 luglio 1996    |
| 16797 Wilkerson        | 7 febbraio 1997   |
| 17056 Boschetti        | 6 aprile 1999     |
| 21269 Bechini          | 6 giugno 1996     |
| 23547 Tognelli         | 17 febbraio 1994  |
| 24818 Menichelli       | 23 novembre 1994  |
| 24969 Lucafini         | 13 febbraio 1998  |
| 25601 Francopacini     | 1º gennaio 2000   |
| 26177 Fabiodolfi       | 12 aprile 1996    |
| 26356 Aventini         | 26 dicembre 1998  |
| 26498 Dinotina         | 4 febbraio 2000   |
| 27270 Guidotti         | 2 gennaio 2000    |
| 27917 Edoardo          | 6 novembre 1996   |
| 27959 Fagioli          | 19 settembre 1997 |
| 27977 Distratis        | 25 ottobre 1997   |
| 29353 Manu             | 19 luglio 1995    |
| 29443 Remocorti        | 13 luglio 1997    |
| 29672 Salvo            | 12 dicembre 1998  |
| 29705 Cialucy          | 26 dicembre 1998  |
| 29706 Simonetta        | 25 dicembre 1998  |
| 31414 Rotarysusa       | 14 gennaio 1999   |
| 31458 Delrosso         | 15 febbraio 1999  |
| 32938 Ivanopaci        | 15 ottobre 1995   |
| 33010 Enricoprosperi   | 11 marzo 1997     |
| 33480 Bartolucci       | 4 aprile 1999     |
| 33532 Gabriellacoli    | 18 aprile 1999    |
| 34716 Guzzo            | 14 agosto 2001    |
| 34717 Mirkovilli       | 14 agosto 2001    |
| 34718 Cantagalli       | 14 agosto 2001    |
| 35358 Lorifini         | 27 settembre 1997 |
| 35461 Mazzucato        | 26 febbraio 1998  |
| 36446 Cinodapistoia    | 22 agosto 2000    |
| 38020 Hannadam         | 17 giugno 1998    |
| 39678 Ammannito        | 12 giugno 1996    |
| 39748 Guccini          | 28 gennaio 1997   |
| 39849 Giampieri        | 13 febbraio 1998  |
| 42523 Ragazzileonardo  | 6 marzo 1994      |
| 42614 Ubaldina         | 2 marzo 1998      |
| 42929 Francini         | 8 ottobre 1999    |
| 43193 Secinaro         | 1º gennaio 2000   |
| 43882 Maurivicoli      | 7 marzo 1995      |
| 44574 Lavoratti        | 4 aprile 1999     |
| 46644 Lagia            | 19 luglio 1995    |
| 46720 Pierostroppa     | 13 agosto 1997    |
| 49987 Bonata           | 3 gennaio 2000    |
| 50537 Emilianobiscardi | 15 gennaio 2024   |
| 54852 Mercatali        | 22 luglio 2001    |
| 54967 Millucci         | 15 agosto 2001    |
| 55196 Marchini         | 11 settembre 2001 |
| 55418 Bianciardi       | 13 ottobre 2001   |
| 57140 Gaddi            | 15 agosto 2001    |
| 58709 Zenocolò         | 14 febbraio 1998  |
| 59417 Giocasilli       | 5 aprile 1999     |
| 60406 Albertosuci      | 3 febbraio 2000   |
| 63463 Calamandrei      | 20 luglio 2001    |
| 67070 Rinaldi          | 1º gennaio 2000   |
| 70444 Genovali         | 9 ottobre 1999    |
| 70744 Maffucci         | 9 novembre 1999   |
| 71489 Dynamocamp       | 4 febbraio 2000   |
| 79212 Martadigrazia    | 6 marzo 1994      |
| 80008 Danielarhodes    | 4 aprile 1999     |
| 82463 Mluigiaborsi     | 21 luglio 2001    |
| 82638 Bottariclaudio   | 7 agosto 2001     |
| 82927 Ferrucci         | 25 agosto 2001    |
| 85439 Barbero          | 13 marzo 1997     |
| 86195 Cireglio         | 30 settembre 1999 |
| 89735 Tommei           | 4 gennaio 2002    |
| 91214 Diclemente       | 23 dicembre 1998  |
| 92279 Bindiluca        | 22 febbraio 2000  |
| 99389 Marconovi        | 5 gennaio 2002    |
| 100897 Piatra Neamt    | 5 maggio 1998     |
| 103421 Laurmatt        | 6 gennaio 2000    |
| 108205 Baccipaolo      | 26 aprile 2001    |
| 135041 Lorenzofranco   | 21 luglio 2001    |
| 137082 Maurobachini    | 12 dicembre 1998  |
| 144303 Mirellabreschi  | 16 febbraio 2004  |
| 152583 Saône           | 4 ottobre 1994    |
| 172734 Giansimon       | 10 febbraio 2004  |
| 181494 Forestale       | 16 ottobre 2006   |
| 191582 Kikadolfi       | 20 dicembre 2003  |
| 193818 Polidoro        | 16 agosto 2001    |
| 198616 Lucabracali     | 14 gennaio 2005   |
| 207657 Mangiantini     | 1º agosto 2007    |
| 210414 Gebartolomei    | 3 dicembre 2007   |
| 214715 Silvanofuso     | 10 ottobre 2006   |
| 214953 Giugavazzi      | 29 novembre 2007  |
| 216345 Savigliano      | 4 dicembre 2007   |
| 234026 Unioneastrofili | 23 settembre 1998 |
| 235999 Bucciantini     | 4 aprile 2005     |
| 236784 Livorno         | 12 agosto 2007    |
| 248866 Margherita      | 17 ottobre 2006   |
| 280641 Edosara         | 6 gennaio 2005    |
| 280652 Aimaku          | 2 febbraio 2005   |
| 283057 Casteldipiazza  | 24 luglio 2008    |
| 283461 Leacipaola      | 14 agosto 2001    |
| 289608 Wanli           | 4 aprile 2005     |
| 296928 Francescopalla  | 17 febbraio 1994  |
| 299134 Moggicecchi     | 10 marzo 2005     |
| 300226 Francocanepari  | 13 dicembre 2006  |
| 309704 Baruffetti      | 29 marzo 2008     |
| 314808 Martindutertre  | 15 ottobre 2006   |
| 315046 Gianniferrari   | 13 febbraio 2007  |
| 319651 Topografo       | 10 ottobre 2006   |
| 343057 Lucaravenni     | 15 febbraio 2009  |
| 345720 Monte Vigese    | 12 dicembre 2006  |
| 345763 Pompiere        | 13 marzo 2007     |
| 364264 Martymartina    | 11 ottobre 2006   |
| 379130 Lopresti        | 15 febbraio 2009  |
| 396931 Nerliluca       | 4 aprile 2005     |
| 395124 Astonepia       | 10 dicembre 2009  |
| 470324 Debbanci        | 16 agosto 2007    |
| 475696 Fisiocritico    | 13 novembre 2006  |

Luciano Tesi (Monsummano Terme, 10 dicembre 1931) è un veterinario e astrofilo amatoriale italiano.

## Biografia
Nel 1980 dà vita al Gruppo Astrofili della Montagna Pistoiese (G.A.M.P.S.) che porta successivamente alla costruzione dell'Osservatorio astronomico della Montagna pistoiese da cui compirà le sue osservazioni.
Il Minor Planet Center gli accredita la scoperta di 196 asteroidi, effettuate tra il 1994 e il 2009, la maggior parte dei quali in collaborazione con altri astronomi: Andrea Boattini, Alfredo Caronia, Gabriele Cattani, Vasco Cecchini, Giancarlo Fagioli, Giuseppe Forti, Vittorio Goretti, Michele Mazzucato e Maura Tombelli.
Gli è stato dedicato l'asteroide del tipo Amor 15817 Lucianotesi.